# 亞弗列·希治閣
阿尔弗雷德·希区柯克爵士，KBE（1899年8月13日—1980年4月29日）是一位英国電影導演及製片人，作品以其独特的风格和技巧而闻名，他善于利用紧张的情节、出色的摄影、巧妙的编辑和引人入胜的角色发展来吸引观众，華文社會人稱「緊張大师」。1920、30年代希区柯克在英国拍摄大批默片和有声片，之后他前往美国好莱坞发展并在美国拍了很多电影。他1956年加入美国国籍，同时保留英国国籍。
美国电影学会評選的AFI百年百大電影名單上，希区柯克的作品有四部入選（《迷魂記》、《驚魂記》、《後窗》、《奪魄驚魂》）；在AFI百年百大愛情電影名單上，他有三部電影入選（《迷魂記》、《捉賊記》、《美人計》），在AFI百年百大驚悚電影名單上，希区柯克主導了最多的九部電影（《驚魂記》、《奪魄驚魂》、《鳥》、《後窗》、《迷魂記》、《火車怪客》、《美人計》、《電話謀殺案》、《蝴蝶夢》），在前七名囊括了三部，包括榜首的影片。
在长达六十年的艺术生涯中，希区柯克共拍摄了逾五十部电影，成为著名的电影艺术大师，他的作品经受住了岁月的考验。

## 生平
阿尔弗雷德·希区柯克於1899年8月13日生於英國倫敦一个天主教家庭，是家中第二个儿子。第一次世界大战期间因为过度肥胖，希区柯克并没有被征召入英国军队。
1922年，希区柯克导演了他的第一部电影《第13号》，但这部电影的发行却因为财务问题而被取消。随后几年希区柯克执导的几部电影均在制作或发行过程中不如意。1926年，希区柯克执导了《怪房客》，这部电影于1927年1月发行，在英国获得了商业上的成功。20世纪30年代时，希区柯克拍出了《擒凶记》（本片在1956年被再次拍摄）和《三十九级台阶》等著名电影。
1939年，应美国电影家大卫·O·塞尔兹尼克的邀请，希区柯克来到美国发展，1940年，希区柯克拍摄的《蝴蝶梦》赢得了奥斯卡最佳影片奖，这也是希区柯克所获得的唯一一个奥斯卡最佳影片奖。1941年，希区柯克执导了《深闺疑云》，这是他与加里·格兰特第一次合作。在随后的40年中，希区柯克在美国执导了不少著名电影，如《意亂情迷》、《美人計》、《后窗》、《擒凶记》、《迷魂记》、《西北偏北》等。
1956年，希区柯克入籍美國，但保留英国国籍。1967年，希区柯克獲得了艾文索伯紀念獎。
1980年新年，因其對電影的貢獻，伊丽莎白二世授予希区柯克KBE勳銜头衔，希区柯克成為了爵士。虽然希区柯克在1956年获得美国国籍，但仍有资格使用爵士称号，因为他保留了他的英国国籍。希区柯克在受封四个月之后的4月29日由于肾功能衰竭在洛杉矶家中去世，享壽80岁，他没有来得及参加女王正式的封爵仪式，他的妻子和女儿在他临终时陪伴在身边。

## 電影主題

### 清白的中產階級男士
希區考克擅用清白的中產階級男士無端捲入國防、間諜、謀殺等事件闡述他一貫的道德辯證立場。在其傑作之一《西北偏北》，罗杰·索荷（英語：Roger Thornhill，加里·格兰特饰）原本只是一位多金的生意人，卻因為招了一下手，自己就被兩位穿西裝的男人綁架架走。他被绑架之后依然擔憂他母親，彷彿在他遇見金髮女郎伊芙·坎多（英語：Eve Kendall，爱娃·森特饰）之前他從未有過男女感情生活，完全被勢力龐大的家族佔住大半時間。

### 金髮女郎
希區考克對金髮女郎情有獨鍾，特別是自從他採用彩色底片拍片之後，他採用的女演員都是金髮女郎。
- 格蕾丝·凯利（Grace Kelly）：《電話謀殺案》、《捉賊記》、《後窗》
- 金·露華（Kim Novak） :《迷魂記》
- 愛娃·瑪麗·森特（Eva Marie Saint）：《北西北》
- 黛碧·海倫（Tippi Hedren）：《鳥》、《豔賊》
- 桃樂絲·黛 (Doris Day) ：《擒凶记》

### 麥高芬
麥高芬（MacGuffin,也稱麥胡言）是希治閣電影中一個重要的概念，指一些在劇情中有很大重要性，卻子虛烏有的東西。根據1966年出版的杜魯福（François Truffaut）對阿尔弗雷德·希治閣的經典訪談錄，希區考克親自解釋：
「在英格蘭的一列火車上面，兩位旅客互相交談。

其中一位問：『對不起，先生，請問在您頭上的奇怪包包是什麼東西？』

『喔，這個呀，這是一個麥高芬。』

『有甚麼作用的呢？』

『是用作設陷阱捕捉蘇格蘭高原的獅子。』

『啊？？但是蘇格蘭高原沒有獅子呀！』

『喔，那就沒有麥高芬了。』

所以你看，一個麥高芬即什麼都不是。」

## 蒙太奇
希區考克後期最成熟的影片幾乎都使用蒙太奇剪接風格，例如《北西北》、《驚魂記》、《鳥》。
- 《北西北》：罗杰·索荷（英語：Roger Thornhill，加里·格兰特饰）單獨一人被誘騙到廣闊的玉米田，從高空臨下拍攝的鏡頭中，公車從遠處緩緩駛來，下車的男主角在畫面中只是一個小點，顯得渺小與徬徨，接著是關於他的鏡頭以及他的主觀鏡頭互相剪接；再來則是他遭到飛機噴灑農藥攻擊，全部過程被拆解成罗杰·索荷他一人以及飛機的互相剪接；最後則是罗杰·索荷發現到遠方來了一輛大卡車，他誘使飛機撞上那輛大卡車，將觀點轉移到經過的路人，趁此時大家都不注意的時候加里·格兰特偷開走另外一人的轎車。此段落不僅是電影語言的經典示範，並已收納進無數本電影教科書中當作範例。
- 《觸目驚心》（浴室謀殺案）：珍妮特·利（英語：Janet Leigh）在浴室內淋浴，整個過程被拆解成浴室內的不同物品並且用不同角度拍攝。例如淋浴用的蓮蓬頭，可以用水平的角度拍攝它，也突然可以用超級仰角的角度讓蓮蓬頭對著攝影機的方向噴水。珍妮特·利的人體也被選擇性拍攝，不僅製造出她獨自一人渾然忘我的情境，當然也避免過度拍攝裸露的人體導致引起電影檢查的麻煩。突然浴室門被打開，一把刀的特寫出現，然後攝影機從珍妮特·利的角度拍攝到防水塑膠布後面的人影，預告接下來的謀殺。整個謀殺過程也被拆解成動刀的動作跟珍妮特·利驚嚇吼叫的特寫，最後結束在血水流向出水口的特寫畫面。
- 《鳥》：一群人躲在餐廳裡面，望著加油站那邊遭到鳥群攻擊的段落。由於汽油不慎流出，餐廳裡面的人順著汽油的流向產生出「餐廳裡面的人」以及「餐廳裡面的人的主觀鏡頭」互相剪接，最後結束在一不知情男士為了點香菸不慎將流出來的汽油點燃，導致加油站大爆炸的畫面。

## 影視作品

### 電影
| 年份   | 片名                                  | 片名               | 備註                                                           |
| 年份   | 原名                                  | 譯名               | 備註                                                           |
| ------ | ------------------------------------- | ------------------ | -------------------------------------------------------------- |
| 1922年 | Number 13                             | 《第十三號》       | 又譯为《皮博迪夫人》                                           |
| 1923年 | Always Tell Your Wife                 | 《無秘密的丈夫》   |                                                                |
| 1926年 | The Mountain Eagle                    | 《山鷹》           |                                                                |
| 1926年 | The Pleasure Garden                   | 《歡樂園》         |                                                                |
| 1927年 | Downhill                              | 《》               |                                                                |
| 1927年 | The Ring                              | 《》               |                                                                |
| 1927年 | The Lodger: A Story of the London Fog | 《怪房客》         |                                                                |
| 1928年 | Champagne                             | 《香檳》           |                                                                |
| 1928年 | The Farmer's Wife                     | 《農家婦》         | 又譯为《農人之妻》                                             |
| 1928年 | Easy Virtue                           | 《水性楊花》       | 又譯为《放浪》                                                 |
| 1929年 | Juno and the Paycock                  | 《》               | 又譯为《朱諾與佩考克》                                         |
| 1929年 | Blackmail                             | 《》               | 英國首部有聲電影；並推出有聲版與無聲版                         |
| 1929年 | The Manxman                           | 《男人島的男人》   | 又譯为《曼島人》                                               |
| 1930年 | Elstree Calling                       | 《爱尔斯特的呼声》 |                                                                |
| 1930年 | Murder!                               | 《謀殺者》         | 又譯为《謀殺》                                                 |
| 1931年 | Rich and Strange                      | 《奇怪富翁》       |                                                                |
| 1931年 | Mary                                  | 《》               |                                                                |
| 1931年 | The Skin Game                         | 《》               |                                                                |
| 1932年 | Number Seventeen                      | 《第十七號》       |                                                                |
| 1934年 | The Man Who Knew Too Much             | 《擒凶记》         | 本片在1956年被希区柯克再次拍摄                                 |
| 1934年 | Waltzes from Vienna                   | 《》               |                                                                |
| 1935年 | The 39 Steps                          | 《三十九级台阶》   | 又譯为《三十九階》                                             |
| 1936年 | Sabotage                              | 《破壞》           | 又譯为《怠工》                                                 |
| 1936年 | Secret Agent                          | 《》               |                                                                |
| 1937年 | Young and Innocent                    | 《》               | 又譯为《少女》                                                 |
| 1938年 | The Lady Vanishes                     | 《貴婦失蹤案》     | 又譯为《貴婦失蹤記》                                           |
| 1939年 | Jamaica Inn                           | 《》               |                                                                |
| 1940年 | Foreign Correspondent                 | 《海外特派員》     |                                                                |
| 1940年 | Rebecca                               | 《蝴蝶夢》         | 本片获第13届奧斯卡最佳影片和最佳摄影奖                         |
| 1941年 | Suspicion                             | 《深閨疑雲》       |                                                                |
| 1941年 | Mr. & Mrs. Smith                      | 《諜網情深》       |                                                                |
| 1942年 | Saboteur                              | 《海角擒凶》       |                                                                |
| 1943年 | Shadow of a Doubt                     | 《辣手摧花》       |                                                                |
| 1944年 | Aventure malgache                     | 《历险记》         | 紀錄片                                                         |
| 1944年 | Bon voyage                            | 《旅途愉快》       | 紀錄片                                                         |
| 1944年 | Lifeboat                              | 《》               | 本片获得奧斯卡最佳導演獎提名                                   |
| 1945年 | Spellbound                            | 《意亂情迷》       | 本片获奧斯卡最佳導演獎提名和奧斯卡最佳影片獎提名               |
| 1946年 | Notorious                             | 《美人計》         |                                                                |
| 1947年 | The Paradine Case                     | 《》               |                                                                |
| 1948年 | Rope                                  | 《奪魂索》         |                                                                |
| 1949年 | Under Capricorn                       | 《風流夜合花》     |                                                                |
| 1950年 | Stage Fright                          | 《慾海驚魂》       |                                                                |
| 1951年 | Strangers on a Train                  | 《火車怪客》       | 本片获美国导演工会奖电影类最佳导演奖提名                       |
| 1953年 | I Confess                             | 《》               |                                                                |
| 1954年 | Rear Window                           | 《後窗》           | 本片获奧斯卡最佳導演獎提名和美国导演工会奖电影类最佳导演奖提名 |
| 1954年 | Dial M for Murder                     | 《電話謀殺案》     | 本片获美国导演工会奖电影类最佳导演奖提名                       |
| 1955年 | The Trouble with Harry                | 《怪屍案》         | 本片获美国导演工会奖电影类最佳导演奖提名                       |
| 1955年 | To Catch a Thief                      | 《捉賊記》         |                                                                |
| 1956年 | The Wrong Man                         | 《》               |                                                                |
| 1956年 | The Man Who Knew Too Much             | 《擒凶記》         | 本片获美国导演工会奖电影类最佳导演奖提名                       |
| 1958年 | Vertigo                               | 《迷魂記》         | 本片获美国导演工会奖电影类最佳导演奖提名                       |
| 1959年 | North by Northwest                    | 《西北偏北》       | 本片获美国导演工会奖电影类最佳导演奖提名                       |
| 1960年 | Psycho                                | 《驚魂記》         | 本片获奧斯卡最佳導演獎提名和美国导演工会奖电影类最佳导演奖提名 |
| 1963年 | The Birds                             | 《鳥》             |                                                                |
| 1964年 | Marnie                                | 《艷賊》           |                                                                |
| 1966年 | Torn Curtain                          | 《衝出鐵幕》       |                                                                |
| 1969年 | Topaz                                 | 《》               |                                                                |
| 1972年 | Frenzy                                | 《狂凶記》         | 本片获金球獎最佳導演提名和金球獎最佳戲劇類影片提名             |
| 1976年 | Family Plot                           | 《大巧局》         |                                                                |

### 電視
| 年份          | 片名                      | 片名                        | 备注  |
| 年份          | 译名                      | 原名                        | 备注  |
| ------------- | ------------------------- | --------------------------- | ----- |
| 1955年-1962年 | Alfred Hitchcock Presents | 《希區考克劇場》            | 共7季 |
| 1957年        | Suspicion                 | 《怀疑》                    | 共1季 |
| 1959年        | Startime                  | 《开始时间》                | 共1季 |
| 1962年-1965年 | The Alfred Hitchcock Hour | 《阿尔弗雷德·希区柯克时刻》 | 共3季 |

## 外部連結
- 亞弗列·希治閣在互联网电影资料库（IMDb）上的資料（英文）
- Hitchcock EyeGate Collection